# Уирт (тауншип)
Уирт (англ. Wirt) — тауншип в округе Айтаска штата Миннесота (США). На 2010 год его население составило 106 человек.
Тауншип был назван О. Э. Уолли, первым поселенцем, скорее всего в честь тауншипа в штате Нью-Йорк или округа в Западной Виргинии.

## География
По данным Бюро переписи населения США площадь тауншипа составляет 93,7 км², из которых 88,3 км² занимает суша, а 5,4 км² — вода (5,72 %). Через тауншип протекает река Биг-Форк.

## Население
В 2010 году на территории тауншипа проживало 106 человек (из них 58,5 % мужчин и 41,5 % женщин), насчитывалось 51 домашнее хозяйство и 30 семей. На территории города было расположено 107 построек со средней плотностью 1,1 построек на один квадратный километр суши. Расовый состав: белые — 95,3 %, коренное население — 2,8 %, две и более рас — 1,9 %.
Население города по возрастному диапазону по данным переписи 2010 года распределилось следующим образом: 17,0 % — жители младше 21 года, 60,4 % — от 21 до 65 лет, и 22,6 % — в возрасте 65 лет и старше. Средний возраст населения — 55,0 лет. На каждые 100 женщин в Уирте приходилось 140,9 мужчин, при этом на 100 совершеннолетних женщин приходилось уже 157,1 мужчин сопоставимого возраста.
Из 51 домашнего хозяйства 58,8 % представляли собой семьи: 52,9 % совместно проживающих супружеских пар (7,8 % с детьми младше 18 лет); 2,0 % — женщины, проживающие без мужей, 3,9 % — мужчины, проживающие без жён. 41,2 % не имели семьи. В среднем домашнее хозяйство ведут 2,08 человека, а средний размер семьи — 2,80 человека. В одиночестве проживали 39,2 % населения, 11,8 % составляли одинокие пожилые люди (старше 65 лет).
В 2014 году из 92 человек старше 16 лет имели работу 39. В 2014 году медианный доход на семью оценивался в 43 125 $, на домашнее хозяйство — в 35 000 $. Доход на душу населения — 33 415 $ в год.